# The Mahotella Queens
Die Mahotella Queens gehören als drei- bis fünfköpfige Vokalgruppe seit mehr als 40 Jahren zu den bekanntesten Vertretern des Mbaqanga, eines populären südafrikanischen Musikstils, den sie mit mehrstimmigem Harmoniegesang und einem schnellen Tanz bereichern.

## Bandgeschichte
The Mahotella Queens war zunächst nur ein Name, unter dem Schallplattenaufnahmen für die Gallo Record Company mit verschiedenen Studiosängerinnen veröffentlicht wurden. Fünf dieser Sängerinnen waren regelmäßig für die Melodien zuständig. Die meisten Mitglieder der Mahotella Queens, darunter Hilda Tloubatla, waren deshalb auch schon vor 1963 als Studiosängerinnen bei der Aufnahme von Backingtracks für Künstler des Gallolabels tätig.
Zur eigentlichen Gründung als Gruppe kam es ca. 1963/1964, als Rupert Bopape, ein Songwriter und Talentscout bei Gallo zunächst Tloubatla, die er bei der South African Broadcast Corporation singen gehört hatte, einlud, mit ihm zu arbeiten. Wenig später folgte die damals 19-jährige Mildred Mangxola. Nachdem die Gruppe vervollständigt war – meist werden auch Nunu Maseko, Ethel und Francesca Mngomezulu sowie Nobesuthu Mbadu als Sängerinnen in der frühen Phase der Mahotella Queens genannt – brachte Bopape die Sängerinnen mit dem „King of Groaners“, Simon Mahlathini Nkabinde und einer vollständig „elektrifizierten“ Instrumentalgruppe unter dem Namen Makgona Tsohle Band, zusammen. Gemeinsam entwickelten sie einen Musikstil, der sich aus Township Jazz, Mbube A-cappella-Gesang und etwas Soul zusammenfügte und den Namen Mbaqanga erhielt.
Hilda Tloubatla blieb in den 1960er und frühen 1970er Jahren Leiterin der Gruppe, die 1964 mit Thoko Ujola Nobani einen ersten Hit (Neuaufnahme 1994 unter dem Titel Thoko) in der Zusammenarbeit mit der Bassstimme von Mahlathini erzielten. In dieser Zusammensetzung hatte die Gruppe unter verschiedenen Namen, darunter Soweto Stars, Izintombi Zomgqashiyo oder eben Mahotella Queens über die ganzen 1960er Jahre hinweg weitere Hits, meist auf Gallos Motella Label, darunter Sengikhala Ngiyabaleka, Sikhululekele, Uyavuth Umlilo und Umcolo Kawupheli. Viele dieser Lieder wurden 1988 nochmals für das international veröffentlichte Album Thokozile neu eingespielt.
1971 löste sich die Gruppe vorübergehend auf, da sich die Mitglieder um Familie und Kinder kümmern mussten. Zwischenzeitlich spielte die Makgona Tsohle Band mit einer männlichen Gesangsgruppe, Abafana Baseqhudeni, und Mahlathini wechselte die Schallplattenfirma (EMI), um mit zwei neuen Gruppen weiterhin Schallplattenaufnahmen zu machen, den Mahlathini Girls, seinen eigenen Backingsängerinnen sowie mit Ndlondlo Bashise (The Mahlathini Guitar Band). West Nkosi, der Saxophonist und Pennywhistle-Spieler der Makgona Tsohle Band wurde Produzent bei Gallo, wo er 1972 einen damals noch unbekannten Chor namens Ladysmith Black Mambazo zum Label brachte.
Die Mahotella Queens fanden 1975 wieder zusammen, zunächst nur, um eine Werbeaufnahme zu machen. Material aus dieser Zeit erschien auf VHS-Kassette und DVD unter dem Titel Mahlathini, Mahotella Queens and Makgona Tsohle Band: Mbaqanga at its Best! (GMPV 9). Die Gruppe veröffentlichte dann ihr erstes Album ohne Mahlathini, Marriage is a Problem (Wiederveröffentlichung im Jahr 1990).
Die Schallplattenfirma Gallo produzierte derweil mit fünf der weniger prominenten Sängerinnen aus dem Umfeld der Queens Schallplattenaufnahmen unter dem Namen Mahotella Queens, die dann aus Emily Zwame (Brakpan), Beatrice Ngcobe (Durban), Thandi Radebe (Dube/Soweto), Thandi Nkosi (Emdeni/Soweto) und Caroline Kapentar (Bloemfontein) bestanden. Die männlichen Partner in dieser Besetzung waren Robert Mbazo Mkhize, Potatoes Mazambane und Joseph Mthimkhulu, die später die Gruppe Abafana Baseqhueni bildeten. Die Musik wurde beigesteuert von der Makhona Zonke Band. Diese Besetzung nahm zwei Alben auf, Izibani Zomgquashiyo (1977) und Tsamaya Moratuoa (1980). Die Fans waren darüber nicht erfreut und die sogenannten „B Queens“ lösten sich wenig später auf.
Nach dieser Erfahrung nahmen alle weiblichen Mqashiyo-Gruppen des Gallo-Labels unter dem Namen Mahotella Queens auf. Diese Handhabung des Namens endete erst um 1983.

## Weltweiter Erfolg
In diesem Jahr führte West Nkosi drei Mitglieder der Originalbesetzung mit Mahlathini zusammen, um in fester Besetzung zu arbeiten und aus dem Namen eine wieder erkennbare Gruppe zu formen: Hilda Tloubatla, Nobesuthu Shawe Mbadu und Mildred Mangxola. Die Makgona Tsohle Band, um zwei Musiker erweitert, gehörte ebenfalls zu diesem festen Musikerkreis, und setzte stilistisch an dem Punkt an, an dem die Arbeit in den 1970er Jahren abgebrochen wurde, nun ergänzt um eine stärkere Betonung des Schlagzeugs und die Einbeziehung des Synthesizers in das Klangbild. Nach einer neuerlichen Spaltung der Gruppe gelang mit dem 1987 weltweit veröffentlichten Album Thokozile der Durchbruch. Mahlathini und die Mahotella Queens wurden im gerade entstehenden Marktsegment für Weltmusik zu einem Begriff, nicht zuletzt befördert durch das Interesse an südafrikanischer Musik, das damals durch zwei Ereignisse entstanden war: die CD und Welttournee Graceland von Paul Simon 1986, und das Free Nelson Mandela Konzert 1988, bei dem auch Mahlathini And The Mahotella Queens auftraten.
In den folgenden Jahren wuchs der Bekanntheitsgrad der Gruppe mit CD-Veröffentlichungen wie Paris-Soweto, Mbaqanga, Rhythm and Art, Stoki Stoki und Umuntu.

## Verluste
Mitte der 1990er Jahre zeichnete sich ab, dass Mahlathinis Gesundheit eine weitere Arbeit in der gewohnten Weise nicht mehr zuließ. Mit den Mahotella Queens gab er 1997 sein letztes Konzert. Als 1998 auch West Nkosi bei einem Autounfall und wenig später der Gitarrist ihrer Band, Marks Mankwane, der für das Klangbild eine besondere Bedeutung hatte, plötzlich verstarben, führte dies zu einer Auszeit, zumal im Juni 1999 auch Mahlatini an Diabetes verstarb. 
Vier Monate nach dem Tod von Mahlatini jedoch kehrten die Mahotella Queens als Soloact auf die Bühnen zurück. Mit Sebai-Bai nahmen sie 2001 eine erfolgreiche CD auf, mit der sie den verlorenen Weggefährten Tribut zollten und einen Ausblick auf die selbständige Weiterarbeit geben wollten.
2005 erschien mit Reign & Shine das dritte Album nach Mahlathinis Tod; eine deutlich reduzierte Bandbegleitung und der Fokus auf A-cappella-Gesang zeigten die Stärken der drei Sängerinnen und unterstrichen ihr Anliegen, mit den Liedern kleine Botschaften zu vermitteln. 2006 traten sie bei WOMAD auf. Im Folgejahr veröffentlichten sie das Gospelalbum Siyadumisa. 2010 gingen sie mit Pee Wee Ellis’ Show Still Black, Still Proud: An African Tribute to James Brown international auf Tournee. Im selben Jahr traten sie mit Hugh Masekela in Großbritannien auf.

## Diskografie (Auswahl)
- The Mahotella Queens:  Meet the Mahotella Queens  (1964, LP: Gallo), Veröffentlichung in Südafrika
- The Mahotella Queens:  Thoko Ujola Nobani  (1964, LP: Motella/Gallo), Veröffentlichung in Südafrika
- The Mahotella Queens:  Marriage Is A problem  (1975, LP: Gumba Gumba/Gallo), Veröffentlichung in Südafrika
- The Mahotella Queens:  Izibani Zomgqashiyo  (1977, LP: Gumba Gumba/Gallo), Veröffentlichung in Südafrika; (1986, LP/CD: Shanachie Records), Wiederveröffentlichung in Europa
- The Mahotella Queens:  Best OF Mahotella Queens  (1977, LP: Gumba Gumba/Gallo), Veröffentlichung in Südafrika
- Mahlathini & the Mahotella Queens:  Amaqhawe Omgqashiyo  (1983, LP: Gallo), Veröffentlichung in Südafrika; (1984, LP/CD: Celluloid), Wiederveröffentlichung in Europa und Südafrika
- Mahlathini & the Mahotella Queens:  Pheletsong Ya Lerato  (1984, LP: Gallo), Veröffentlichung in Südafrika; (1991, LP/CD: Celluloid), Wiederveröffentlichung in Europa und Südafrika, The Lion Roars
- Mahotella Queens feat. Mahlathini:  Thokozile  (1986, LP: Gallo), Veröffentlichung in Südafrika; (1988, LP/CD: Earthworks, LP: Gallo), Wiederveröffentlichung in Europa und Südafrika
- Mahlathini & the Mahotella Queens:  Paris – Soweto  (1988, LP/CD: Celluloid/Mélodie Frankreich)
- Mahlathini & the Mahotella Queens:  Rhythm & kind  (1990, LP/CD: Gallo, 1991: Shanachie)
- The Mahotella Queens:  Women of The World  (1993, LP/CD: Shanachie)
- Mahlathini & the Mahotella Queens:  The Best of Mahlathini and The Mahotella Queens  (1993: LP/CD: Gallo)
- Mahlathini & the Mahotella Queens:  Stoki Stoki  (1994, CD: Gallo; 1996: CD: Shanachie)
- Mahlathini & the Mahotella Queens:  Umuntu  (1999, CD: Gallo)
- The Mahotella Queens:  Sebai bay  (2001, CD: Label Bleu)
- The Mahotella Queens:  The Best of The Mahotella Queens: The Township Idols  (2003, CD: Wrasse)
- The Mahotella Queens:  Reign and Shine  (2005, CD: African Cream Music; CD: Wrasse)
- The Mahotella Queens: Kazet (2006, CD: Marabi Productions)
- The Mahotella Queens: Siyadumisa – Songs of Praise (2007, CD: Bula Music)